# يو إف سي 37.5
يو إف سي 37.5: كما يحصل في الحقيقة (بالإنجليزية: UFC 37.5: As Real As It Gets)‏ هو حدث لفنون القتال المختلطة نظمته يو إف سي، أُقيم في 22 يونيو 2002، على فندق وكازينو بيلاجيو في لاس فيغاس، نيفادا، الولايات المتحدة.